# Café Buono!
『Café Buono!』（カフェ・ボーノ）は、Buono!の1stアルバム。2008年2月20日発売。発売元はポニーキャニオン。

## 概要
テレビアニメ『しゅごキャラ!』の主題歌となった「こころのたまご」「ホントのじぶん」「恋愛♥ライダー」を含む全12曲を収録。ハロー!プロジェクトのプロデューサーであるつんく♂は本アルバムの制作に関わっておらず、全曲外部の制作陣による楽曲である。
初回限定盤、通常盤（初回生産分）にはオリジナルトレーディングカードが封入されている。

## 収録曲

### CD
1. Café Buono!
（作詞：川上夏季、作曲・編曲：木之下慶行）
2. 泣き虫少年
（作詞：岩里祐穂、作曲・編曲：AKIRASTAR）
3. 恋愛♥ライダー
（作詞：岩里祐穂、作曲：AKIRASTAR、編曲：西川進）
2ndシングル
4. ホントのじぶん
（作詞：岩里祐穂、作曲：木之下慶行、編曲：西川進）
1stシングル
5. バケツの水
（作詞：岩里祐穂、作曲：Gajin、編曲：佐久間誠）
6. ガラクタノユメ
（作詞：岩里祐穂、作曲・編曲：A-bee）
7. Internet Cupid
（作詞：大内正徳、作曲・編曲：中野定博）
8. Last Forever
（作詞：川上夏季、作曲・編曲：西川進）
9. こころのたまご
（作詞：川上夏季、作曲：ムラマツテツヤ、編曲：安部潤）
1stシングルカップリング
10. 星の羊たち
（作詞：橋本淳、作曲：筒美京平、編曲：SHUNTARO）
11. ロックの神様
（作詞：岩里祐穂、作曲・編曲：AKIRASTAR）
12. 君がいれば
（作詞：岩里祐穂、作曲：Gajin、編曲：佐久間誠）

### DVD
初回限定盤のみ同梱
1. こころのたまご (Dance Shot Version)
2. 恋愛♥ライダー (Dance Shot Version)
3. ジャケット撮影メイキング
4. しゅごキャラ!プロモーション映像

## 参加ミュージシャン
- 木之下慶行 - ギター・ベース(1)
- 上江洌亮司 - プログラミング(1)
- K.OBA - プログラミング(1)
- 仁科かおり - コーラス(1,3,5,6)
- AKIRASTAR - プログラミング・ギター・ベース(2,11)
- Marron - コーラス(2,4,11,12)
- 西川進 - ギター(3,8)、ギター・ベース(4)
- 野崎森男 - ベース(3)
- 村石雅行 - ドラム(3)
- Eji - キーボード(3,4,8)
- 中山信彦 - プログラミング(4,8)
- 佐久間誠 - プログラミング(5)、キーボード・プログラミング(12)
- A-bee - プログラミング(6)
- 中野定博 - プログラミング(7)
- 安部潤 - プログラミング・キーボード(9)
- 鈴木健治 - ギター(9)
- SHUNTARO - プログラミング(10)
- 池田森 - ギター(10)
- 石井いずみグループ - ストリングス(10)
- 鈴木英俊 - ギター(12)
- 瀬戸政彌 - ギター(5)